# Arytaina hispanica
Arytaina hispanica är en insektsart som beskrevs av Hodkinson och Jennifer L. Hollis 1987. Arytaina hispanica ingår i släktet Arytaina och familjen rundbladloppor. Inga underarter finns listade i Catalogue of Life.